# فيكتور هايوارد
فيكتور هايوارد (بالإنجليزية: Victor Hayward)‏
(ولد23 أكتوبر 1887 - 8 مايو 1916) كان كاتب حسابات المولود في لندن الذي طعم المغامرة اقتادوه إلى القارة القطبية الجنوبية كعضو في إرنست شاكلتون الصورة الامبراطوري عبر القطب المتجمد الجنوبي ، 1914-1917. كان قد أمضى وقتًا في العمل في مزرعة في شمال كندا ، وكانت هذه التجربة ، جنبًا إلى جنب مع أسلوبه في «فعل أي شيء» ، كافية بالنسبة له للمشاركة من قبل شاكلتون كمساعد عام لحفلة بحر روس ، وهي مجموعة دعم مع مهمة لوضع مستودعات للحزب الرئيسي عبر القارات.
سرعان ما أثبت هايوارد أنه يعمل بجد وحيلة. كان أحد الأعضاء العشرة في حفلة الشاطئ التي تقطعت بها السبل عندما انفصلت سفينة الرحلات الاستكشافية التابعة لحزب روس البحر Aurora من مراسي McMurdo Sound أثناء عاصفة ولم تتمكن من العودة. في ظل ظروف صعبة ، لعب دورًا كاملاً في جهود المجموعة التي تقطعت بها السبل لإنجاز مهمتها ، على الرغم من نقص الطعام والملابس والمعدات المناسبة. خلال الرحلة الرئيسية لوضع المستودعات على الحاجز الجليدي العظيم في 1915-1916 كان هايوارد واحدًا من الستة الذين ساروا إلى نهر بيردمور الجليدي لوضع آخر سلسلة من المستودعات المطلوبة. في رحلة العودة ، أصيب الحزب بالاسقربوط ، مما تسبب في وفاة أرنولد سبنسر سميث. على الرغم من معاناته الشديدة بنفسه ، ساعد هايوارد في إخراج بقية المجموعة من الجدار إلى الأمان النسبي في ملجأ هت بوينت .
اختفى هايوارد في 8 مايو 1916 أثناء سيره عبر السطح المتجمد لماكموردو ساوند على أمل الوصول إلى قاعدة البعثة في كيب إيفانز . وعثر على جثته أبدا. بعد سبع سنوات ، حصل هايوارد على ميدالية ألبرت بعد وفاته لجهوده لإنقاذ حياة رفاقه المنكوبين في رحلة الحاجز.
مترجم Victor Hayward